# انجمن هیستوسیت

لوگوی انجمن هیستوسیت

انجمن هیستوسیت (انگلیسی: Histiocyte Society) یک شبکه بین‌المللی از افراد است که پژوهش‌های مرتبط با بیمارهای هیستوسیتوز را هماهنگ می‌کند، که آن را به هیستوسیتوز سلول‌های لانگرهانس (کلاس I؛ که پیش‌تر به عنوان بیماری هند–شولر–کریستیان و هیستوسیتوز-ایکس شناخته می‌شد)، هیستوسیتوز سلول غیر لانگرهانس (کلاس II) و هیستوسیتوز بدخیم (کلاس III) تقسیم‌بندی کرده است. انجمن هیستوسیت معیارهایی را برای تشخیص قطعی هیستوسیتوز سلول لانگرهانس ارائه کردند.